# لورا زنغ
لورا زنغ (بالإنجليزية: Laura Zeng)‏ هي لاعبة جمباز إيقاعي أمريكية، ولدت في 14 أكتوبر 1999 في هارتفورد في الولايات المتحدة.

## وصلات خارجية
- لورا زنغ على موقع الاتحاد الدولي للجمباز (licence) (الإنجليزية)
- لورا زنغ على موقع الاتحاد الدولي للجمباز (biography) (الإنجليزية)
- لورا زنغ على موقع الاتحاد الأمريكي للجمباز (الإنجليزية)
- لورا زنغ على موقع اللجنة الأولمبية الدولية (الإنجليزية)
- لورا زنغ على موقع أوليمبيديا (الإنجليزية)